# La Route de Dune
La Route de Dune (titre original : The Road to Dune) est un recueil contenant des chapitres inédits de Dune et du Messie de Dune écrits par Frank Herbert et jamais publiés auparavant. Il contient également un roman et quatre nouvelles écrits par Brian Herbert et Kevin J. Anderson. Ce recueil est paru en 2005 puis traduit en français et publié en 2006.

## Contenu
- La Planète de l’Épice (le roman alternatif de Dune) : une histoire alternative écrite par Brian Herbert et Kevin J. Anderson basée sur les premières notes de Frank Herbert sur ce qui allait devenir Dune.
- “Ils ont arrêté les sables mouvants” : premières notes de Frank Herbert qui ont donné naissance au roman Dune.
- Lettres de Dune : correspondance de Frank Herbert.
- Chapitres non publiés de Dune par Frank Herbert :
  - Paul Atréides et la Révérende Mère Gaius Helen Mohiam
  - Paul Atréides et Thufir Hawat
  - Paul Atréides et Gurney Halleck
  - Paul Atréides et le docteur Yueh
  - Paul Atréides et le duc Leto Atréides
  - Le baron Harkonnen et Piter de Vries
  - De Caladan à Arrakis
  - Les yeux bleus de l’ibad
  - Jessica Atréides et le docteur Yueh : L’Épice
  - Paul Atréides et Jessica Atréides
  - L’évasion des Harkonnen : avec Duncan et Liet-Kynes dans la base du Désert
  - Vol depuis la base de Kynes
  - Muad'Dib
- Chapitres non publiés du Messie de Dune par Frank Herbert :
  - Résumé original d’ouverture du Messie de Dune
  - Alia et le ghola de Dune
  - Le distrans humain
  - Fin de la conspiration
  - Paul Atréides aveugle au désert
- Nouvelles de Brian Herbert et Kevin J. Anderson qui s’insèrent dans le cycle de Dune :
  - Le Murmure des mers de Caladan (A Whisper on Caladan Seas, nouvelle également publiée aux États-Unis dans le recueil Dogged Persistence de Kevin J. Anderson)
  - En chasse des Harkonnen[n 1] (Hunting Harkonnens, nouvelle se déroulant avant La Guerre des machines, le premier tome du cycle Dune, la genèse)
  - Chirox, le Mek émissaire (Whipping Mek, nouvelle se déroulant entre La Guerre des machines et Le Jihad butlérien, le deuxième tome du cycle Dune, la genèse)
  - Les Visages d'un martyr[n 2] (The Faces of a Martyr, nouvelle se déroulant entre Le Jihad butlérien et La Bataille de Corrin, le troisième tome du cycle Dune, la genèse)

## Résumés

### Le Murmure des mers de Caladan
La scène se déroule sur Arrakis durant l'attaque Harkonnen sur Carthag parallèlement aux événements décrits dans le roman Dune.
On y retrouve les personnages de Hoh Vitt et de son neveu Elto, prisonnier avec leurs troupes dans une caverne du Mur du Bouclier. Hoh Vitt est un maître Jongleur, il peut faire perdre l'esprit à un auditoire trop passionné. Ainsi, il plonge sa troupe dans des souvenirs de la planète Caladan...

### En chasse des Harkonnen
Ulf Harkonnen, sa femme Katarina et leur fils aîné Piers, sont à bord d'un vaisseau spatial qui les ramène de la planète Hagal, sur laquelle se trouve des sites d'extraction de diamant leur appartenant, vers la planète Salusa Secundus sur laquelle ils habitent. En chemin, ils font une halte sur la planète Caladan afin de gérer des affaires financières en lien avec leurs compagnies de pêche. Mais une escadrille de vaisseaux de néo-cymek, dirigée par le cymek Agamemnon, patrouillant aux alentours de Caladan, attaque le vaisseau des Harkonnen. Juste avant que le vaisseau n'explose à la suite de l'assaut ennemi, une capsule de survie dans laquelle se trouve Piers Harkonnen est éjectée. La capsule se pose violemment sur la planète mais Piers s'en sort indemne. Il est néanmoins pris en chasse par les néo-cymeks, avec Agamemenon à leur tête. Une tribu locale vient en aide à Piers pour lutter contre les cymeks. Ils parviennent à les éliminer tous à l'exception d'Agamemnon qui réussit à s'enfuir. Piers est sauvé, mais il ne pourra jamais quitter la planète Caladan faute de technologie de communication suffisante...
Sur Salusa Secundus, Xavier Harkonnen, âgé de six ans, fils cadet d'Ulf et de Katarina, est désormais l'héritier officiel de la Maison Harkonnen.

### Chirox, le Mek émissaire
En l'année 188 AG (avant la Guilde), un vaisseau armé se pose sur Giedi Prime, avec à son bord les survivants des forces humaines envoyées défendre la colonie de Péridot, récemment attaquée par les machines. La flotte humaine était commandée par le Secundo Xavier Harkonnen. Vergyl Tantor, jeune frère de Xavier et militaire affecté sur Giedi Prime, participe à la réparation du vaisseau. Il rencontre à son bord le mercenaire de Ginaz Zon Noret en plein affrontement avec un robot d'entraînement au combat appelé Chirox. Zon lui permet de se confronter avec Chirox, qui parvient à se défaire de Vergyl. Chirox, même s'il est programmé pour tuer son adversaire, épargne étrangement Vergyl, au plus grand soulagement de son frère qui vient tout juste d'arriver dans son vaisseau.

### Les Visages d'un martyr
En l'année 164 AG (avant la Guilde), Rekur Van, l'esclavagiste tlulaxa qui a passé un accord avec le Grand Patriarche du Jihad Iblis Ginjo afin de fournir des organes de remplacement à la Ligue des Nobles, est désormais pourchassé par cette même Ligue à la suite de la révélation de la participation des cloneurs de Tlulax dans un énorme trafic d'esclaves humains. L'implication d'Iblis Ginjo est par contre restée secrète et c'est Xavier Harkonnen qui a endossé le rôle de traître. Rekur Van parvient à s'enfuir de sa planète et se rend sur Corrin afin de se livrer à Omnius. Il y est accueilli par le robot indépendant Érasme qui convainc le « suresprit » leader des machines de ne pas le tuer quand Rekur Van prétend pouvoir cloner Serena Butler et ensuite accélérer son développement. Après plusieurs années, le Tlulaxa présente un clone de Serena à Érasme. Mais la copie, parfaite au niveau physique, est loin de posséder les mêmes traits de caractères que l'original et le robot, très déçu, tue le clone et met Rekur Van en captivité afin de pratiquer des expériences sur sa personne.

## Éditions
- The Road to Dune, Tor Books, 12 septembre 2005, 494 p.  (ISBN 0-765-31295-6)
- La Route de Dune, Robert Laffont, coll. « Ailleurs et Demain », 23 novembre 2006, trad. Michel Demuth, 432 p.  (ISBN 2-221-10661-X)
- La Route de Dune, Pocket, coll. « Science-fiction » no 5969, 10 juin 2010, trad. Michel Demuth, 576 p.  (ISBN 978-2-266-17920-1)